# Koulochéra
Koulochéra är ett berg i Grekland.   Det ligger i prefekturen Lakonien och regionen Peloponnesos, i den södra delen av landet, 140 km söder om huvudstaden Aten. Toppen på Koulochéra är 1 125 meter över havet, eller 425 meter över den omgivande terrängen. Bredden vid basen är 16,6 km.
Terrängen runt Koulochéra är huvudsakligen kuperad.  Närmaste större samhälle är Moláoi, 12,9 km väster om Koulochéra. 